# Mayatrichia tuscaloosa
Mayatrichia tuscaloosa är en nattsländeart som beskrevs av Harris och Sykora 1996. Mayatrichia tuscaloosa ingår i släktet Mayatrichia och familjen smånattsländor. Inga underarter finns listade i Catalogue of Life.